# Der Adler
Der Adler war der Titel der Propagandaillustrierten der Luftwaffe des Deutschen Reichs. Sie erschien im Berliner Scherl-Verlag.

## Geschichte
Am 1. März 1939 hatte das Reichsluftfahrtministerium damit begonnen, ein auf die Tätigkeiten der Luftwaffe spezialisiertes Magazin, Der Adler, zu veröffentlichen. Inhaltlich stützte sich Der Adler stark auf Material des Reichspropagandaministeriums und war dazu gedacht, die deutsche Jugend für den Dienst in der Wehrmacht zu begeistern.
Bereits im Februar 1939 erschien das „Probeheft …-1939“.
Der Chefredakteur des Adlers war Georg Böse, der Redaktionssitz war in Berlin-Charlottenburg. Der Adler erschien alle 14 Tage zunächst nur in deutscher Sprache; trotzdem wurde er bereits von Anfang an auch im Ausland verkauft. Die Ausgaben wiesen den Aufdruck „Preis im Ausland 15 Pfg.“ bzw. „Im Ausland 15 Rfg“ auf. Mit Nr. 23-1940 (Einstellung Nr. 19-1944) erschien erstmals eine separate deutschsprachige Auslandsausgabe für europäische Länder mit zusätzlichen Berichten über das zivile und kulturelle Leben in Deutschland. Auf ihrem Höhepunkt wurde diese Version in folgenden Ländern publiziert: Belgien, Bulgarien, Dänemark, Frankreich, Niederlande, Italien, Kroatien, Norwegen, Protektorat, Rumänien, Schweden, Schweiz, Serbien, Slowakei, Türkei, Ungarn. Unabhängig davon gab es französisch-, italienisch-, rumänisch-, spanisch- und englischsprachige Ausgaben.
Französische Ausgaben: Nr. 14-1940 bis Nr. 11-1941 als bilinguale Version Französisch/Deutsch, ab Nr. 12-1941 bis Nr. 17-1944 nur noch in Französisch. Anfänglich war die französischsprachige Ausgabe für Belgien, Frankreich, Portugal, Rumänien, die Schweiz, Türkei, Bulgarien, Griechenland und Jugoslawien gedacht, später nur noch für Frankreich, Belgien, die Schweiz und Portugal.
Italienische Ausgabe: ab Nr. 13-1940 bis 14-1944 als bilinguale Version Italienisch/Deutsch. Sie erreichte anfangs Italien, Ungarn und die Slowakei. Später erschien sie nur noch für Italien.
Rumänische Ausgabe: ab Nr. 17-1942 für Rumänien.
Spanische Ausgabe: ab Nr. 14-1940 bis Nr. 13-1944. Bis Nr. 11-1941 erschien sie bilingual in Deutsch/Spanisch, danach nur noch in Spanisch. Die meisten Ausgaben erreichten nur Spanien und Portugal; die Ausgaben Nr. 14- und 15-1940 erschienen aber zusätzlich in Brasilien und Argentinien.
Englische Ausgabe: ab Nr. 14-1940 bis Nr. 17-1944. Von Nr. 14-1940 bis Nr. 25-1940 erschien die Ausgabe bilingual Englisch/Deutsch für Dänemark, Holland und Schweden, ab Nr. 26-1940 nur noch in Englisch. Zwar fehlten die Länderangaben, doch speziell für die USA gab es die Ausgaben Nr. 1- bis 19-1941 mit dem Aufdruck „USA 8 Cents“. Nach dem Kriegseintritt der Vereinigten Staaten im Zusammenhang mit dem japanischen Überfall auf Pearl Harbor entfiel dieser Aufdruck.
Außer den genannten Versionen existierte auch eine seltene arabischsprachige Ausgabe mit farbigen Bildern.
Die Seitenzahlen schwankten von Ausgabe zu Ausgabe. Kriegsbedingt nahmen die Seiten von anfangs 32 bzw. 24 (Sonderhefte enthielten noch mehr Seiten) stark ab. Die fremdsprachigen Nummern waren aufgrund zusätzlicher Berichte jedoch umfangreicher.
Darüber hinaus wurden im Laufe des Erscheinens kostenlose Drucke herausgegeben, z. B. Sonderdrucke (bzw. „Sonderdruck unverkäuflich“), Schulausgaben und eine Ausgabe V. Heft Nr. 2-1940 wurde aufgrund des Wirkens Hermann Görings polizeilich beschlagnahmt und dafür die Nr. 2a-1940 mit anderem Cover und Inhalt herausgeben. Grund war die Abbildung der neuen Messerschmitt Bf 110. Eine geringe Stückzahl dieser Ausgabe Nr. 2-1940 blieb jedoch erhalten.
In Heft 19 vom 12. September 1944 ist auf Seite 277 folgende Information zu lesen:

„Im Zuge der durch den totalen Krieg bedingten Konzentrationsmaßnahmen auf dem Gebiet der Presse stellt die Luftwaffen-Illustrierte DER ADLER mit diesem Heft ihr Erscheinen für die Dauer des Krieges ein. Dadurch werden weitere Kräfte für die Wehrmacht und die Rüstung frei. Wir danken unseren Lesern und Freunden für die uns bewiesene Treue. Mit unserem zuversichtlichen Glauben an den Sieg verbinden wir die Hoffnung, alle Beziehern den ADLER nach dem Siege wieder in gewohnter Weise liefern zu können.“

Ebenfalls im Scherl-Verlag erschien eine an die Zeitschrift angelehnte Buchreihe Adler-Bücherei: das Adler-Jahrbuch (gab es nur 1941/1942), der Adler-Kalender (1941–1944), das Adler-Liederheft und die Adler-Spiele (Kriegsspiele für Kinder).

## Heftfolge
| Erscheinungsjahr                | 1939     | 1940     | 1941     | 1942     | 1943     | 1944     |
| Hefte                           | 1 bis 23 | 1 bis 26 | 1 bis 26 | 1 bis 26 | 1 bis 26 | 1 bis 19 |
| Insgesamt erschienen 146 Hefte. |          |          |          |          |          |          |